# Amanita phalloides
Amanita phalloides (pronunciado como amanita faloides), también conocida en español comó oronja verdeé canaleja, hongo de la muerte, oronja mortal y cicuta verde, es una especie de hongo micorrizógeno altamente tóxica muy parecida a algunas que son comestibles, por lo que se han dado casos de envenenamiento accidental.
Es la seta más mortífera para los humanos, habiendo causado el fallecimiento de numerosas personas, ya que las toxinas actúan sobre el hígado y los riñones, dando lugar al fallo hepático. Además, el síndrome faloidiano es un síndrome de acción lenta que dificulta identificar el origen de la intoxicación. Por esta razón es importante no confundirla con otras setas comestibles. Entre las víctimas más ilustres se encuentran los emperadores Claudio y el Emperador de Alemania Carlos VI de Habsburgo.

## Taxonomía

### Etimología
A. phalloides fue descrita por primera vez por el botánico francés Sébastien Vaillant, quien las describió como: 

"Fungus phalloides, annulatus, sordide virescens, et patulus"
Sébastien Vaillant,  Botanicon Parisiense

El nombre phalloides (del griego /phallos/, «pene», y /eidos/, «forma») significa «con forma de falo», pero no está claro si la nombró así por semejanza de la forma de su basidiocarpo en sus primeros estadios de desarrollo con un falo masculino o con las setas del orden Phallales.
En 1821, Elias Magnus Fries la describió como Agaricus phalloides, pero incluyó a las amanitas blancas en la descripción. Finalmente en 1833, Johann Heinrich Friedrich Link estableció para la seta el nombre de Amanita phalloides, treinta años después de que Persoon la hubiera llamado Amanita viridis. Aunque Louis Secretan ya hubiera usado el nombre Amanita phalloides antes que Link, su referencia ha sido rechazada para fines de nomenclatura, porque los trabajos de Secretan no usan la nomenclatura binomial consistentemente.

### Filogenia
A. phalloides es la especie tipo de la sección phalloideae, que contiene todas las amanitas mortales. Las especies más notables del género son  A. virosa, A. bisporigera y A. verna.
Se ha sugerido que A. verna, de color blanco, es una subespecie de A. phalloides. El micólogo Max Britzelmayr la llamó Amanita phalloides f. Alba, porque comparte casi todas sus características excepto el color y la época de desarrollo, ya que A. verna lo hace en primavera. Otros autores afirman que, si bien existen variedades blancas, A. verna es una especie distinta ya que el veneno de A. verna reacciona con la sosa y la potasa mientras que el de A. phalloides reacciona ante el ácido sulfúrico.

## Identificación

### Estados de maduración
|                             |
| A. phalloides eclosionando. |

|                     |
| Ejemplares jóvenes. |

|                                     |
| Ejemplares adultos (1 día después). |

|                                     |
| Ejemplares maduros (1 día después). |

|                                     |
| Ejemplares viejos (4 días después). |

### Descripción
Amanita phalloides tiene un epigeo y esporocarpo (cuerpo de fructificación) grandes e imponentes, con píleo (sombrero) de 5 a 15 cm de ancho, inicialmente redondeado y hemisférico, aplanándose a medida que va madurando.
Presenta en el sombrero una coloración típicamente verde oliva, brillante con tiempo seco, ligeramente viscosa con humedad. Su tinte no es siempre uniforme, generalmente es más pálido en los bordes. La lluvia también puede desteñir su tinte. Algunas formas son muy pálidas, incluso blancas.Se puede pelar fácilmente, (una característica problemática ya que se puede confundir con otras especies comestibles). La carne, blanca, es densa y tierna. Exhala un ligero olor a pétalos de rosas que se acentúa con la edad o con la desecación.
El velo himenial, un anillo caído, semeja una falda que rodea al hongo, tiene unos 1 o 1.5 cm de diámetro, y está situado debajo del sombrero. Las láminas, numerosas, están separadas. El pie es blanco con escamas verdosas diseminadas y tiene una longitud de entre 8 o 15 cm y una anchura de 1 a 2 cm, con una volva protuberante, rasgada, con forma de saco y de color blanco. Como la volva, que es un signo distintivo, puede estar escondida por un lecho de hojas, por eso es importante hurgar entre las hojas, para encontrarla. Los especímenes jóvenes emergen de la tierra cubiertos con el velo universal pareciendo un huevo, el cual se rompe dejando la volva como un remanente.
La impresión de las esporas es blanca (característica común de las amanitas). Las esporas son globulares u ovoides, midiendo entre 8–10 μm de longitud, tiñéndose de azul con yodo. Las láminas por otra parte se tiñen de lila o rosa con la reacción al ácido sulfúrico.

### Diferenciación

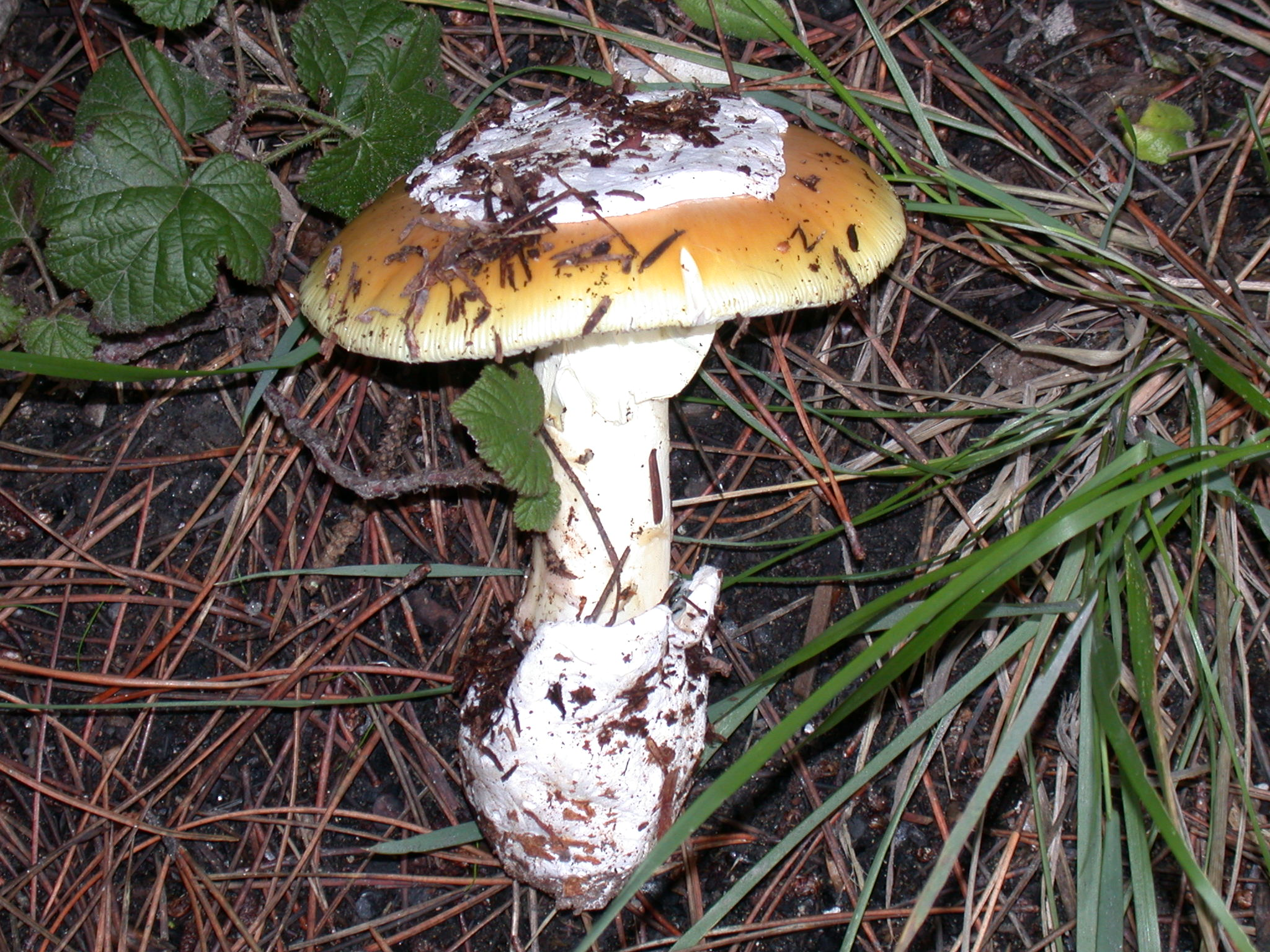
Amanita lanei. Nótese su parecido con A.phalloides.

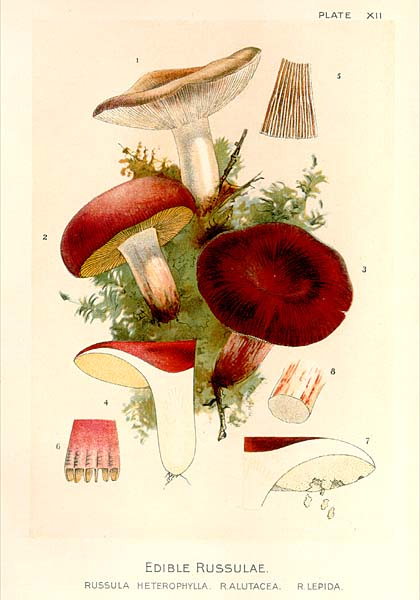
Se puede confundir con las Russulaceae.

Los últimos casos de intoxicaciones remarcan la similitud de A. phaloides con la seta comestible Volvariella volvacea (hongo típico de la cocina china), la oronja verde ha sido culpable de gran número de envenenamientos entre las comunidades asiáticas de Australia y de la costa oeste de EE. UU. Por ejemplo, en Oregón cuatro integrantes de una familia de origen coreano fueron sometidos a trasplantes de hígado debido a la intoxicación por A. phalloides. De los siete casos de envenenamiento ocurridos en Canberra entre 1988 y 1999, tres de las víctimas eran de Laos. En Estados Unidos este error es la principal causa de envenenamientos por A. phalloides. El 28/01/2020, luego de 4 días de internación, en la ciudad cordobesa de Santa Rosa de Calamuchita, Argentina, falleció un turista que había ingerido el "hongo de la muerte".
Los no iniciados también pueden confundir A. phalloides con ejemplares jóvenes de las especies comestibles de Gasteromycete basidioma, o de otras amanitas como Amanita lanei; Amanita ovoidea, (aunque Amanita ovoidea es de mayor tamaño y no presenta anillo persistente); A. subjunquillea, que se puede encontrar en el extremo oriente y A. arocheae, que se puede encontrar en Centroámerica.
Se puede confundir con las plantas verdes de la familia Russulaceae como Russula heterophylla, R. aeruginea, y R. virescens, que se pueden distinguir, además, por sus láminas quebradizas; o Tricholomas de sombrero verde-amarillo, aunque ni las russulas ni las Tricholomas, en especial Tricholomas flavovirens (vistas, en la actualidad con desconfianza debido a intoxicaciones en restaurantes de Francia) poseen ni anillo ni volva. Las variedades blancas también se confunden con el Agaricus silvicola (de láminas rosadas). Especialmente hay que tener cuidado con los ejemplares jóvenes en los que el sombrero aún no extendido, oculta las láminas (de color blanco en los ejemplares jóvenes).

## Localización

### Distribución

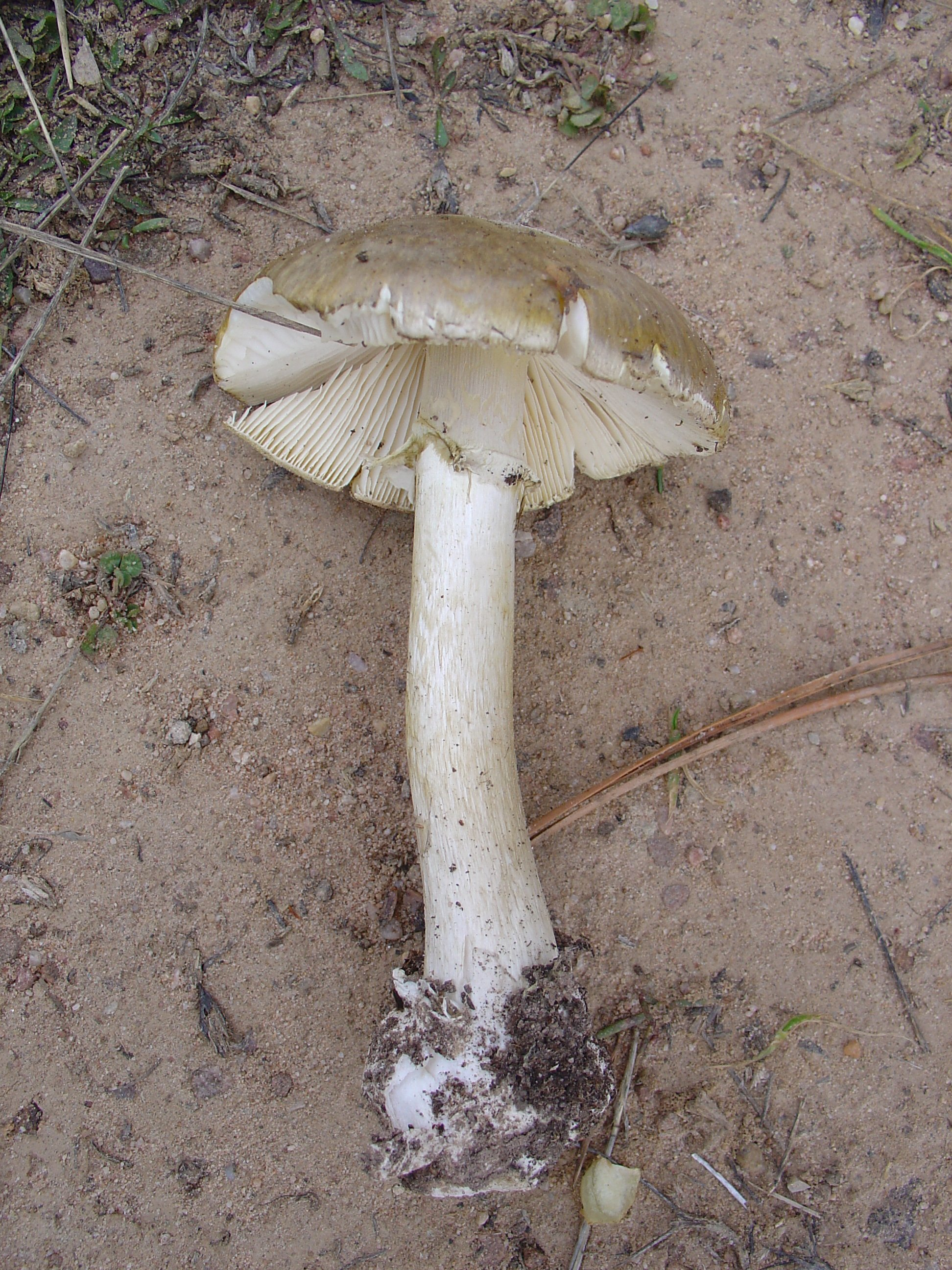
Ejemplar hallado en Cuenca.

Es común en todas las regiones de clima templado del hemisferio norte. La oronja verde es nativa de Europa, donde está muy extendida. Se encuentra en las regiones costeras del sur de Escandinavia, en el norte de Irlanda, en las regiones este y oeste de Polonia, y en el oeste de Rusia. También se encuentra en las regiones meridionales, como la península de los Balcanes, Italia, España o Marruecos, Argelia y el norte de África en general. Hay constancia de que se ha encontrado más al este, en Asia, pero los ejemplares encontrados aún no han sido identificados como ejemplares de A. phalloides. Accidentalmente ha sido introducido en nuevas regiones con el cultivo de especies no nativas de roble, castaño y pino. Ha sido introducida accidentalmente en países como Australia o Nueva Zelanda.
Hacia el final del siglo XIX, Charles Horton Peck reportó ejemplares de A. Phalloides en Norteamérica. Pero, no obstante, en 1918, las muestras que se obtuvieron en el este de los EE. UU. fueron identificadas como A. brunnescens, una especie diferente pero similar a A. phalloides, por G. F. Atkinson de la Cornell University. No obstante, desde la década de los 70 hay evidencias de ejemplares de A. phalloides  en los Estados Unidos, introducidas probablemente desde Europa con los castaños, encontrándose poblaciones en las costas Este y Oeste. A. phalloides se ha extendido a países del hemisferio sur con la importación de maderas. La introducción del roble en Australia y América del Sur parece haber sido el factor de diseminación en dichos lugares. Han sido reportados ejemplares bajo robles entre Melbourne y Canberra, así como en Uruguay. También se han visto ejemplares de A. phalloides sobre otras especies foráneas en Argentina y Chile, es usual en bosques humedos, canaletas e inclusive en lugares húmedos en baños públicos mal aseados. Es muy común que se encuentre desde la costa hasta la montaña.

### Hábitat

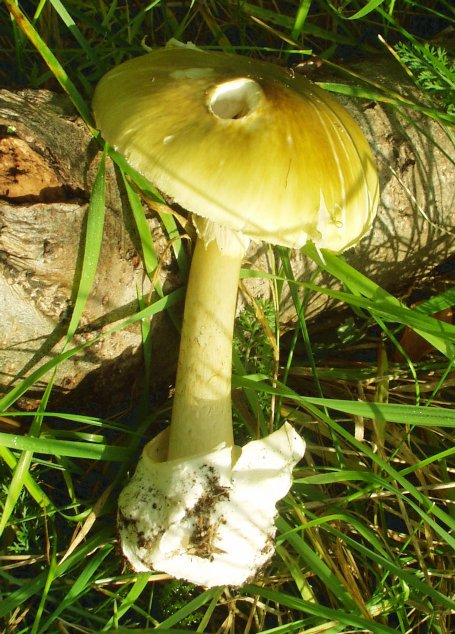
Ejemplar encontrado en el sur de Suecia.

Se asocia ectomicorrizalmente con numerosas especies de árboles. En Uruguay, crece habitualmente bajo las frondosas, pero no resulta extraña en los bosques de coníferas, aunque es menos común. Aparece comúnmente bajo encinares, robledares, castañares, hayedos, castaños de Indias, abedules, avellanedas, carpes, pinares, y abetales. En la California costera, A. phalloides se asocia al Quercus agrifolia, pero no a otra especies costeras como el pino de Monterrey. En los ecosistemas donde ha sido introducida A. Phalloides, normalmente se asocia a dichas especies, consideradas exóticas en dichos entornos. No obstante, hav evidencias de ejemplares de A. Phalloides asociados a tsugas, con plantas de la familia de las mirtaceas, con eucaliptos y con pinos en Tanzania y Argelia; y con Leptoespermas, y Kunzeas en Nueva Zelanda. En Sudáfrica se han encontrado ejemplares asociados a Robles y Álamos. Estos fenómenos le confieren a la especie un potencial invasivo.
En años lluviosos aparece en grupos muy numerosos. Fructifica en verano y sobre todo en otoño, de julio a noviembre. En el hemisferio sur lo hace de enero a mayo y crece preferentemente en suelos arenosos. Es muy común que se encuentre desde la costa hasta la montaña.

## Toxicidad

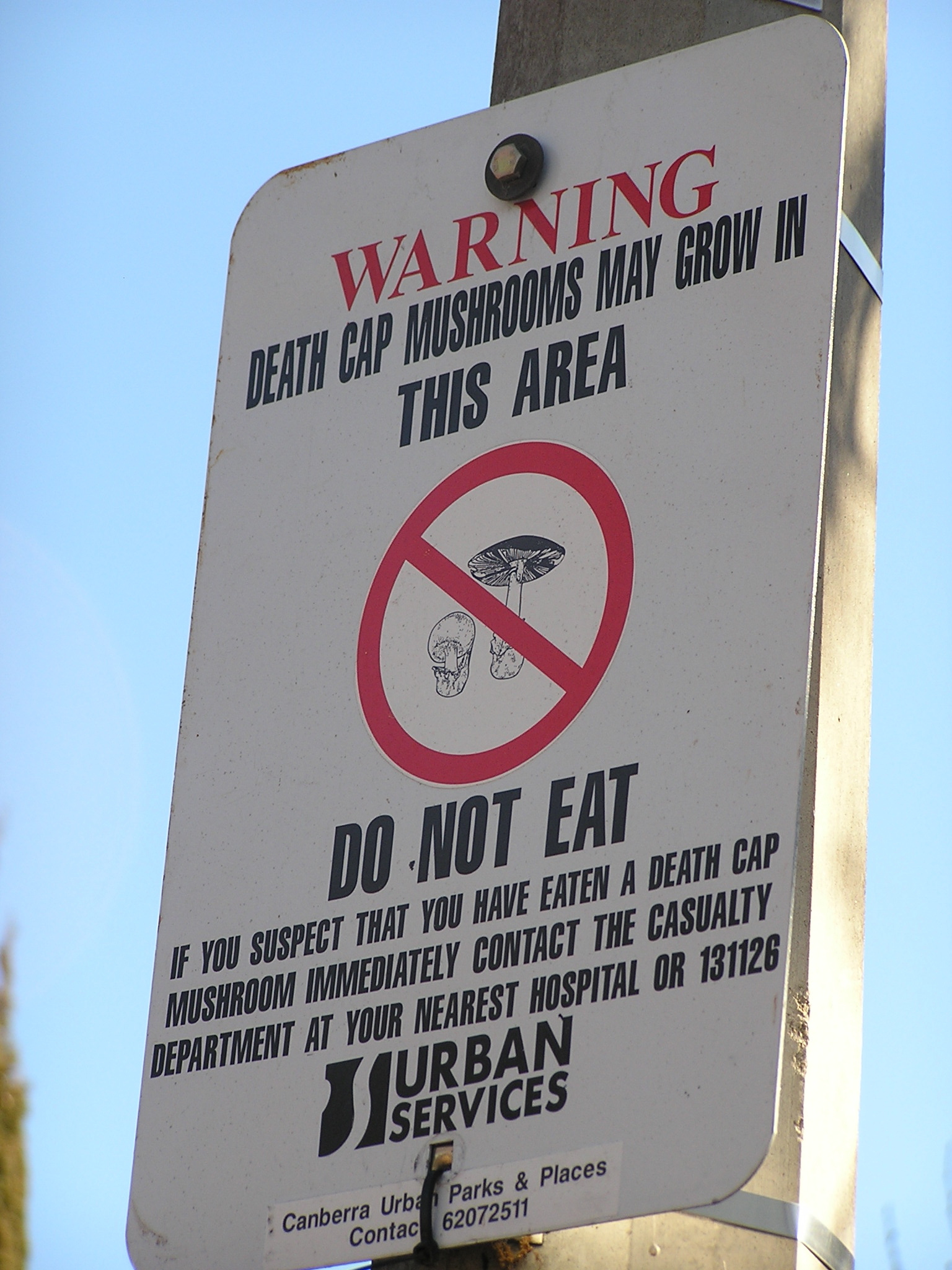
Cartel que advierte de la presencia de las setas tóxicas en Canberra, Australia.

Es muy tóxica. De hecho es la seta más peligrosa, responsable de más del 90% de los envenenamientos mortales. 30 gramos de esta seta fresca o medio sombrero son mortales para cualquier adulto. Por ejemplo, en 2006, una familia de tres miembros en Polonia fue envenenada por la ingestión de A. phalloides, muriendo uno de sus miembros y sobreviviendo el resto, los cuales requirieron trasplantes de hígado. Las autoridades recomiendan encarecidamente no depositar ejemplares sospechosos de ser oronjas verdes en la misma cesta que otras especies de hongos destinados a la a alimentación, ni tocar dichos hongos. Además, la toxicidad no se reduce con la cocción, refrigeración o secado (véase envenenamiento por setas).

### Bioquímica
Se sabe que A. phalloides tiene dos grupos principales de toxinas, los compuestos heterocíclicos (con forma anular) y los péptidos. Dichos grupos de toxinas se encuentran extendidos por todo el micelio. A saber: las amatoxinas y las falotoxinas. Otra toxina es la falolisina, que ha mostrado cierta actividad hemolítica in vitro. También se ha aislado la antamanida, un compuesto aislado.
Las amatoxinas se componen de, al menos, ocho compuestos con una estructura similar. Estos compuestos son estructuras anulares de aminoácidos. Fueron aislados en 1941 por Heinrich O. Wieland y Rudolf Hallermayer de la Universidad de Múnich. Las principales amatoxinas son la β-amanitina y la α-amanitina (capaz de destruir el hígado), y de efectos mortales incluso en dosis mínimas. Esta sustancia venenosa es resistente en sus efectos y son probablemente las responsables del síndrome faloidano. El principal mecanismo de su toxicidad es resultado del bloqueo del complejo proteico ARN polimerasa II, es decir, se bloquea la síntesis del ARN mensajero a partir del ADN genómico. Este bloqueo impide que el ARN se fabrique y sirva de molde para fabricar proteínas a través del complejo ribosomal. La falta de proteínas esenciales al cabo de unas horas resulta mortal para la célula. El hígado es el principal órgano afectado, el cual es el primer órgano con el que entra en contacto la toxina después de su absorción por el tracto intestinal, aunque otros órganos como los riñones también son susceptibles de ser afectados. La polimerasa del ARN de la A. phalloides es insensible a los efectos de las amatoxinas, así pues, el hongo propiamente no resulta afectado.
Las falotoxinas se componen de al menos siete compuestos, los cuales son estructuras anulares de péptidos. La faloidina fue aislada en 1937 por Feodor Lynen, discípulo y yerno de Heinrich Wieland, y por Ulrich Wieland, de la Universidad de Múnich. Aunque las falotoxinas son altamente tóxicas para las células del hígado, se ha demostrado que contribuyen poco en la toxicidad de la oronja verde, ya que el intestino no las absorbe. Además, la faloidina se encuentra en especies comestibles como Amanita rubescens. Otro grupo menor de péptidos son las virotoxinas, que se componen de seis heptapéptidos monocíclicos similares. Como las falotoxinas, no intervienen en ningún cuadro de toxicidad aguda tras su ingesta por humanos.

### Síntomas de intoxicación
Según informes, el sabor de la oronja verde es agradable. Este hecho, en conjunción con el carácter retardado de los síntomas (el tiempo de incubación del síndrome faloidano es de dos días y su desarrollo dura unos veinte días, durante los cuales los órganos pueden verse gravemente afectados, incluso de manera irreparable), hacen de A. phalloides una de las setas más peligrosas de la Tierra. El síndrome faloidiano, de tipo retardado, se manifiesta inicialmente por síntomas gastrointestinales con diarreas y vómitos que pueden llevar a la deshidratación; dolor abdominal de tipo cólico y sudores fríos, entre 6 y 48 horas después de la ingestión. En casos graves puede haber hipotensión, taquicardia, hipoglucemia y acidosis. En la siguiente fase se deteriora el hígado produciendo ictericia y aparecen la diarrea sanguinolenta, el delirio, las convulsiones y el coma debido a fallo hepático fulminante acompañado de una encefalopatía hepática y coagulopatía. Las complicaciones, que suelen ser fatales, comprenden alteración de la presión intracraneal, hemorragia cerebral, sepsis, pancreatitis, insuficiencia renal aguda (causada como complicación de la hepatitis o causada directamente por lesiones en el riñón, dando como signos visibles anuria u oliguria.) y paro cardíaco. La muerte acontece generalmente entre sexto y el décimo sexto día.

### Tratamiento
El síndrome faloidano es una urgencia médica, que requiere hospitalización inmediata. Hay cuatro categorías principales de cuidados médicos; a saber: cuidados médicos preliminares, medidas de apoyo, tratamientos específicos y trasplante de hígado. Algunos autores indicaron que la Penicilina intravenosa podría actuar como antídoto específico contra la toxicidad de las Amanita. La toxicidad de ciertos hongos o setas tendría dos fases, una inmediata que no siempre aparece, de molestias gastrointestinales diversas: náuseas, dolores, retortijones, diarrea, y otra pasado el primer día tras la ingesta, que sería la toxicidad mortal.
Los cuidados médicos inmediatos a haber comido la seta consisten en lavado gástrico con carbón activado. No obstante, debido a la tardanza entre la ingesta y los primeros síntomas, es corriente que los pacientes lleguen con el síndrome bastante avanzado, reduciendo la eficacia de dichas intervenciones.
Las medidas de soporte están dirigidas a tratar la deshidratación, causada por la pérdida de fluidos durante la fase gastrointestinal; la acidosis, y la hipoglucemia y normalizar la coagulación mediante el restablecimiento de los electrolitos mediante sueros fisiológicos por vía intravenosa.
El Instituto Pasteur ha desarrollado un antídoto, pero este tiene una eficacia limitada, ya que los tiempos de incubación y desarrollo son prolongados, por tanto los tratamientos se limitan a facilitar la eliminación del veneno del cuerpo del paciente y a intentar proteger sus órganos. Tratamientos basados en dosis altas de suero de penicilina G por vía intravenosa han demostrado ser beneficiosos, aunque no se conoce el mecanismo exacto de actuación. También los ensayos con cefalosporinas han resultado ser prometedores. Hay evidencias, también de que la silibinina, un extracto del Silybum marianum, puede ser beneficiosa para reducir los efectos del envenenamiento por oronja verde, ya que la silibinina previene la absorción de las amanitinas por los hepatocitos, protegiendo las células hepáticas no dañadas. Dicha planta también estimula la polimerasa del ARN dependiente del ADN. Por otra parte, la N-acetylcysteina en combinación con otras terapias ha obtenido resultados prometedores. Ensayos en animales indican que las amatoxinas reducen el glutatión Hepático; La N-acetilcisteina sirve de precursora del glutatión y por tanto puede reducir la reducción de los niveles de dicho tripéptido y por consiguiente el daño hepático. La Silibinina y N-acetilcisteina parecen ser las terapias que tienen más potencial. Dosis repetidas de carbón activado pueden ser útiles para la absorción de las toxinas que son devueltas al tracto gastrointestinal siguiendo la circulación enterohépatica. Se han intentado otros métodos de eliminación de toxinas; técnicas como la hemodiálisis, la hemoperfusión, la plasmaféresis y diálisis peritoneal han tenido cierto éxito pero en conjunto no parecen mejorar el pronóstico.
En pacientes con fallo hepático, el trasplante hepático es a menudo la única opción para prevenir la muerte, contrarrestando así los efectos de la amatoxina. No obstante, es un asunto polémico, ya que los trasplantes pueden tener riesgo de complicación y muerte. Además, tras el trasplante los pacientes requieren inmunosupresión para reducir las probabilidades de rechazo. Dadas estas circunstancias, se han evaluado otros criterios como la aparición de síntomas, el tiempo de coagulación de la sangre, el análisis de la bilirubina y la presencia de encefalopatía, para determinar cuando el trasplante deviene necesario para la supervivencia. Aunque las tasa de supervivencia ha aumentado, hay evidencias de que en pacientes con daño hepático de moderado a grave no se ha restablecido la función hepática. Pero no obstante, un estudio ha demostrado que muchos pacientes se recuperan completamente sin ninguna secuela si son tratados dentro de las 36 horas siguientes a la ingestión.
Hacia la mitad del siglo XX la tasa de mortalidad era entre el 60% y 70%. Pero gracias a los mencionados avances el pronóstico ha mejorado. Según un estudio la tasa global de mortalidad en Europa de 1971 a 1980 fue del 22.4%, (la tasa de mortalidad entre los niños menores de diez años fue del 51,3% y del 16,5% entre los mayores de 10 años). En los últimos años la tasa de mortalidad ha caído hasta el 10% o 15%.

### Víctimas célebres
A lo largo de la historia varias personalidades históricas sufrieron envenenamientos por oronja verde, víctimas de envenenamientos accidentales o bien como resultado de un complot. Casos como los del emperador Claudio, el papa Clemente VII, la zarina Natalia Naryshkina y el Archiduque Carlos de Austria son ilustrativos.
Robert Gordon Wasson nos cuenta los detalles de la muerte de Clemente VII. No es probable que muriera por envenenamiento de A. phalloides, ya que estuvo enfermo durante cinco meses antes de morir, lo que no concuerda con el tiempo de actuación de la amatoxina. Respecto a Natalia Kirillovna Naryshkina, se dice que consumió gran cantidad de hongos antes de su muerte. Pero también se podría deber a una intoxicación alimentaria.
Por otra parte, el archiduque Carlos de Austria experimentó una indigestión después de comer un plato de setas salteadas de la que moriría diez días después, lo cual indica claramente un envenenamiento por A. phalloides. Puesto que la muerte del archiduque sin descendencia masculina fue el pretexto que dio origen a la guerra de sucesión austriaca, Voltaire bien pudo decir años después:

Este plato de setas cambió el destino de Europa
Voltaire, Mémoires (1759)

El caso del envenenamiento del emperador Claudio es más complejo. Se sabe que el emperador Claudio sentía aprecio por las «amanitas cesáreas». Suetonio afirma que Agripina la Menor trazó un plan para matar al emperador Claudio, que consistía en cambiar las amanitas cesáreas por las phalloides. Mientras, Tácito y Dion Casio dicen que el veneno se vertió en una fuente de hongos. Wasson especula sobre esta posibilidad, alegando que se envenenó al emperador Claudio con una sustancia extraída de A. phalloides y una dosis de coloquíntida que le habría sido administrada durante su enfermedad, ya que Tácito afirma que Jenofonte, médico de Claudio, compinchado con Agripina, «le introdujo en la garganta una pluma untada de mortal veneno».